# سینما، تلویزیون و تئاتر ایران در ۱۳۹۶
در زیر فهرست مهم‌ترین رویدادهای سینما و تئاتر ایران در سال ۱۳۹۶ خورشیدی آورده شده‌است:

## جشنوارها

### جشنواره فیلم فجر[۱]
- سیمرغ بلورین بهترین فیلم: تنگه ابوقریب به‌تهیه‌کنندگی سعید ملکان
- سیمرغ بلورین بهترین کارگردان: مشترکاً ابراهیم حاتمی‌کیا به‌خاطر فیلم به وقت شام و بهرام توکلی به‌خاطر فیلم تنگه ابوقریب
- سیمرغ بلورین بهترین بازیگر مرد: امیر جدیدی به‌خاطر فیلم‌های تنگه ابوقریب و عرق سرد
- سیمرغ بلورین بهترین بازیگر زن: سارا بهرامی به‌خاطر فیلم دارکوب
- سیمرغ بلورین بهترین بازیگر مرد مکمل: جمشید هاشم‌پور به‌خاطر فیلم دارکوب
- سیمرغ بلورین بهترین بازیگر زن مکمل: سحر دولتشاهی به‌خاطر فیلم‌های عرق سرد و چهارراه استانبول
- سیمرغ بلورین بهترین فیلمنامه: مشترکاً کامبوزیا پرتوی به‌خاطر فیلم کامیون و هومن سیدی به‌خاطر فیلم مغزهای کوچک زنگ‌زده
- سیمرغ بلورین بهترین فیلمبرداری: علیرضا زرین‌دست به‌خاطر فیلم سرو زیر آب
- سیمرغ بلورین بهترین تدوین: مشترکاً بهرام دهقانی و محمد نجاریان به‌خاطر فیلم عرق سرد
- سیمرغ بلورین بهترین آهنگسازی: کارن همایون‌فر به‌خاطر فیلم به وقت شام
- سیمرغ بلورین صدابرداری: رشید دانشمند به‌خاطر فیلم تنگه ابوقریب
- سیمرغ بلورین بهترین صداگذاری: علیرضا علویان به‌خاطر فیلم‌های به وقت شام مغزهای کوچک زنگ‌زده
- سیمرغ بلورین بهترین طراحی لباس: سارا خالدی‌زاده به‌خاطر فیلم بمب؛ یک عاشقانه
- سیمرغ بلورین بهترین طراحی صحنه: عباس بلوندی به‌خاطر فیلم سرو زیر آب
- سیمرغ بلورین بهترین چهره‌پردازی: سعید ملکان به‌خاطر فیلم تنگه ابوقریب
- سیمرغ بلورین بهترین جلوه‌های ویژه: محسن روزبهانی به‌خاطر فیلم تنگه ابوقریب
- سیمرغ بلورین بهترین جلوه‌های ویژه بصری جشنواره فیلم فجر: فرید ناظر فصیحی به‌خاطر فیلم چهارراه استانبول

### جشن خانه سینما[۲]
- تندیس بهترین فیلم:
- تندیس بهترین کارگردان: اصغر فرهادی به‌خاطر فیلم فروشنده
- تندیس بهترین بازیگر مرد: شهاب حسینی به‌خاطر فیلم فروشنده
- تندیس بهترین بازیگر زن: لیلا حاتمی به‌خاطر فیلم رگ خواب
- تندیس بهترین بازیگر مرد مکمل: فرید سجادی حسینی به‌خاطر فیلم فروشنده
- تندیس بهترین بازیگر زن مکمل: پانته‌آ پناهی‌ها به‌خاطر فیلم لاک قرمز
- تندیس بهترین فیلمنامه: اصغر فرهادی به‌خاطر فیلم فروشنده
- تندیس بهترین فیلمبرداری: فرشاد محمدی به‌خاطر فیلم رگ خواب
- بهترین تدوین: هایده صفی‌یاری به‌خاطر فیلم فروشنده
- تندیس بهترین جلوه‌های ویژه میدانی: ایمان کریمیان به‌خاطر فیلم ویلایی‌ها
- بهترین جلوه‌های ویژه بصری: سینا قویدل به‌خاطر فیلم رگ خواب
- تندیس بهترین موسیقی متن: کارن همایون‌فر به‌خاطر فیلم اروند
- بهترین صدابرداری: بابک اردلان به‌خاطر فیلم رگ خواب
- بهترین صداگذاری و میکس: بهمن اردلان به‌خاطر فیلم رگ خواب
- بهترین طراحی صحنه: کیوان مقدم به‌خاطر فیلم فروشنده
- بهترین چهره پردازی: مهرداد میرکیانی به‌خاطر فیلم لانتوری مشترکاً با عبداله اسکندری]] به‌خاطر فیلم لانتوری
- بهترین طراحی لباس: عباس بلوندی به‌خاطر فیلم یتیم خانه ایران

### جشنواره بین‌المللی کودک و نوجوان[۳]

#### جشنواره‌های خارجی
- سیدمحمدرضا خردمندان دیپلم افتخار بهترین فیلم داستانی کوتاه به‌خاطر فیلم «دوئل»
- محمد بخشی دیپلم افتخار و مدال ایسفا بهترین فیلم داستانی کوتاه به‌خاطر فیلم «آر یو والیبال؟»
- محمد بخشی دیپلم افتخار و مدال ایسفا بهترین فیلم داستانی کوتاه به‌خاطر فیلم «آر یو والیبال؟»
- دیپلم افتخار بهترین فیلم بخش کوتاه و نیمه بلند پویانمایی به‌خاطر فیلم "رؤیاها در یک روز" به تهیه‌کنندگی امور سینمایی کانون پرورش فکری کودکان و نوجوانان
- بهترین فیلمنامه بخش کوتاه و نیمه بلند و بلند پویانمایی به‌خاطر فیلم کودکان به نویسندگی هادی محمدیان‌طبقی
- پروانه زرین بهترین کارگردانی بخش کوتاه و نیمه بلند پویانمایی به‌خاطر فیلم "هزار افسان اسکی‌باز کارگردانی اصغر صفار و عباس جلالی‌یکتا
- پروانه زرین بهترین فیلم بخش کوتاه و نیمه بلند پویانمایی به‌خاطر فیلم "گل و بلبل" به تهیه‌کنندگی مهدی آقاجانی

جایزه ویژه هیئت داوران برای دست‌آورد تکنیکی درخشان به محمدامین همدانی کارگردان فیلم «فهرست مقدس»
- پروانه زرین بهترین فیلم کودک در بخش پویانمایی سینمایی به‌خاطر فیلم "دنیای کیف‌هاً به تهیه‌کنندگی حمید نخعی
- پروانه زرین بهترین کارگردانی بخش پویانمایی سینمایی به‌خاطر فیلم "رهایی از بهشت" به کارگردانی علی نوری‌اسکویی
- پروانه زرین بهترین فیلم نوجوان در بخش پویانمایی سینمایی به‌خاطر فیلم "رهایی از بهشت" به تهیه‌کنندگی علی نوری‌اسکویی
- جایزه شهید بهنام محمدی به‌خاطر فیلم کوتاه «سلام» به کارگردانی محمدرضا حاجی‌غلامی

#### بخش جایزه یونیسف
- هیئت داوران یونیسف ضمن تقدیر از کارگردان فیلم «گل سفید» علی قوی‌تن، جایزه‌ای را به کودک خردسال فیلم «بهاره نوروزی»
- جایزه فیلم منتخب یونیسف به سید محمدرضا خردمندان به‌خاطر فیلم‌های «بیست و یک روز بعد»، «دوئل» و «گزارشگر»

#### بخش سیفژ
- هیئت داوران سیفژ دیپلم افتخار خود را به‌خاطر فیلم خوش‌ساختی که نوجوانان را خطاب قرار دهد.
- فیلم «پایان رؤیاها» به کارگردانی محمدعلی طالبی دیپلم افتخار این بخش را

#### فیلم‌های پویانمایی سینمایی
- جایزه ویژه هیئت داوران برای دستاورد تکنیکی درخشان به محمدامین همدانی کارگردانی فیلم «فهرست مقدس»
- پروانه زرین بهترین کارگردانی پویا نمایی سینمایی به‌خاطر فیلم «رهایی از بهشت» به کارگردانی علی نوری‌اسکویی
- پروانه زرین بهترین فیلم کودک پویا نمایی سینمایی به‌خاطر فیلم «دنیای کیف‌ها» به تهیه‌کنندگی حمید نخعی
- پروانه زرین بهترین فیلم نوجوان پویا نمایی سینمایی به‌خاطر فیلم «رهایی از بهشت» به تهیه‌کنندگی علی نوری‌اسکویی]]

#### فیلم‌های بلند پویانمایی بخش بین‌الملل
- پروانه زرین بهترین کارگردانی پویانمایی را به‌خاطر فیلم «چیری و چری» به کارگردانی ماکوتو ناکامورا
- پروانه زرین بهترین فیلم بلند پویانمایی را به‌خاطر فیلم «راه طولانی شمال» به تهیه‌کنندگی ران دینس، کلاوس توکسویگ کایر، هنری ماگالون]]

#### فیلمهای کوتاه و نیمه بلند پویانمایی بخش بین‌الملل
- دیپلم افتخار بهترین فیلم پویانمایی کوتاه را به‌خاطر فیلم «پدربزرگم درخت گیلاس بود» به تهیه‌کنندگی پاول اسمیرنوف
- جایزه ویژه هیئت داوران برای کارگردانی فیلم کوتاه پویانمایی به امیرهوشنگ معین به‌خاطر فیلم «درخت پرتقالی»
- پروانه زرین بهترین فیلم کوتاه پویانمایی را به‌خاطر فیلم «یک لحظه» به تهیه‌کنندگی استفان مورات، وینسنت کاپلو و ماری اشگوین
- برگزیده‌های فیلم‌های پویانمایی کوتاه و نیمه بلند
- دیپلم افتخار بهترین فیلم کوتاه و نیمه بلند پویانمایی به‌خاطر فیلم «رؤیاها در یک روز» به کارگردانی صادق جوادی
- هیئت داوران هیچ فیلمی را در بخش کوتاه و نیمه بلند و سینمایی پویا نمایی شایسته دریافت جایزه بهترین فیلمنامه ندانست اما دیپلم افتخار
- بهترین فیلمنامه کوتاه و نیمه بلند پویا نمایی به‌خاطر فیلم «کودکان» به نویسندگی هادی محمدیان‌طبقی
- پروانه زرین بهترین کارگردانی کوتاه و نیمه بلند پویا نمایی به‌خاطر فیلم «فیلم هزار افسان» به کارگردانی اصغر صفار و عباس جلالی‌یکتا.
- پروانه زرین بهترین فیلم کوتاه و نیمه بلند پویا نمایی به‌خاطر فیلم «گل و بلبل» به تهیه‌کنندگی مهدی آقاجانی

#### اهدای جوایز بخش فیلم‌های غیر سینمایی- ویدئویی
- تحسین هیئت داوران بازی بازیگران کودک و نوجوان سه فیلم شوکا، (مائده سالمی)، فقط شاگرد اول (نعیم شیخ‌محبوبی)، اپیزود سوم فیلم آگوست (مهسا هاشمی).
- پروانه زرین بهترین فیلم نامه به آقای احمدعلی حامد به‌خاطر فیلمنامه «فیلم فقط شاگرد اول»
- جایزه بهترین کارگردانی: ضمن تقدیر از خانم فرناز امینی برای کارگردانی فیلم عشق نیکان دیپلم افتخار به آزاده قچاق برای کارگردانی به‌خاطر فیلم "فقط شاگرد اول"
- جایزه بهترین فیلم: هیئت داوران در بخش بهترین فیلم هیچ فیلمی را مناسب دریافت پروانه زرین بهترین فیلم ندانستند.
- جایزه عشقی بزرگ برای جهانیان از طرف مؤسسه سان یت سن. ژیبو ون. لیانگ جونگ-لین و مرضیه برومند به‌خاطر فیلم "پایان رؤیاهاً و "بیست و یک روز بعد".
- جایزه ویژه هیئت داوران برای بهترین بازیگر نوجوان به سلست هولشایمر به‌خاطر فیلم "روزی که پدرم شاخ و برگ درآورد"
- جایزه ویژه هیئت داوران برای بهترین بازیگر کودک به امیررضا فرامرزی به‌خاطر فیلم "اسکی‌باز"
- پروانه زرین بهترین کارگردانی فیلم بلند بخش بین‌الملل به‌خاطر فیلم "اسکی‌باز" به کارگردانی فریدون نجفی
- دیپلم افتخار بهترین فیلم کوتاه به‌خاطر فیلم "مشق شیدای کارگردانی مهرداد حسنی
- دیپلم افتخار بهترین فیلم کوتاه را به‌خاطر فیلم "سکوت" به تهیه‌کنندگی جیووانی پومپلینی و اولیویر شانتریو
- پروانه زرین بهترین فیلم کوتاه را به بهترین فیلم کوتاه را به‌خاطر فیلم "آریو والیبال؟" به تهیه‌کنندگی نیما ربیعی
- جایزه ویژه هیئت داوران کودک و نوجوان بین‌الملل برای بهترین بازیگر را به امیررضا فرامرزی به‌خاطر فیلم "اسکی‌باز"
- جایزه ویژه هیئت داوران کودک و نوجوان بین‌الملل برای بهترین بازیگر به سلست هولشایمر به‌خاطر فیلم "روزی که پدرم شاخ و برگ درآورد"
- پروانه زرین بهترین فیلم بلند (کودک) را به‌خاطر فیلم "خاکستری کوچیکه پر سر و صداً به تهیه‌کنندگی سیلیه هوپلندایک و دیوکه بیور کلی گراور
- پروانه زرین بهترین فیلم بلند (نوجوان) به‌خاطر فیلم "معجزه کوهستان" به تهیه‌کنندگی فیلیپ بودوگ و توماس بلینینگر
- پروانه زرین بهترین بازیگر کودک از نگاه داوران کودک و نوجوان به عرفان برزین به‌خاطر فیلم "دزد و پری؟
- هیئت داوران کودک و نوجوان پروانه زرین بهترین بازیگر (نوجوان) را به مهدی قربانی به‌خاطر فیلم "۲۱ روز بعد
- پروانه زرین بهترین بازیگر نوجوان از نگاه داوران کودک و نوجوان به مهدی قربانی به‌خاطر فیلم "بیست و یک روز بعد
- هیئت داوران کودک و نوجوان پروانه زرین بهترین فیلم (کودک) از نگاه داوران کودک را به‌خاطر فیلم "قهرمانان کوچک" به تهیه‌کنندگی بیتا منصوری
- پروانه زرین بهترین فیلم (نوجوان) از نگاه داوران نوجوان به‌خاطر فیلم "۲۱ روز بعد" به تهیه‌کنندگی محمدرضا شفا

#### بخش فیلم‌های کوتاه و نیمه بلند
- جایزه ویژه هیئت داوران به محمدرضا حاجی‌غلامی کارگردان فیلم کوتاه "سلام
- پروانه زرین بهترین فیلمنامه کوتاه و نیمه بلند داستانی به‌خاطر فیلم "پیژامه راه راه پدر را باد برد" به نویسندگی محمد صادقی
- پروانه زرین بهترین کارگردانی کوتاه و نیمه بلند داستانی به‌خاطر فیلم "باران آهسته می‌بارد" به کارگردانی سعید نجاتی
- پروانه زرین بهترین دستاورد فنی و هنری بخش فیلم‌های سینمایی به پیمان عباس‌زاده به‌خاطر فیلمبرداری فیلم سینمایی "چهل کچل"
- پروانه زرین بهترین بازیگر کودک بخش بلند سینمایی به امیررضا فرامرزی به‌خاطر فیلم "اسکی‌باز
- دیپلم افتخار هیئت داوران به شبنم مقدمی برای حضورش در کنار بازیگران کودک در فیلم "شکلاتی"
- دیپلم افتخار هیئت داوران به یاس نوروزی بازیگر کودک فیلم "شکلاتی"
- پروانه زرین بهترین بازیگر نوجوان بلند سینمایی به مهدی قربانی به‌خاطر فیلم "۲۱ روز بعد.
- پروانه زرین بهترین فیلمنامه بلند سینمایی به احسان ثقفی و محمدرضا خردمندان برای فیم ۲۱ روز بعد
- جایزه ویژه هیئت داوران به فریدون نجفی کارگردان فیلم بلند سینمایی "اسکی‌باز"
- پروانه زرین بهترین کارگردانی به‌خاطر فیلم بلند سینمایی «بیست و یک روز بعد» به کارگردانی سیدمحمدرضا خردمندان
- پروانه زرین بهترین فیلم بلند سینمایی کودک به‌خاطر فیلم "دزد و پری ۲"" به تهیه‌کنندگی بهروز مفید
- پروانه زرین بهترین فیلم بلند سینمایی نوجوان به‌خاطر فیلم "اسکی‌باز" به تهیه‌کنندگی محمد احمدی

## اسکار
- محمد رسول‌الله (فیلم ۱۳۹۴)

## درگذشتگان
| تاریخ مرگ  | نام                 | علت مرگ               | تاریخ تولد      | سمت                                                            | منبع                      |
| ---------- | ------------------- | --------------------- | --------------- | -------------------------------------------------------------- | ------------------------- |
| ۲۱ فروردین | محمدحسن غمخوار      |                       |                 | بازیگر سینما، تئاتر و تلویزیون                                 | [ ۵ ]                     |
| ۲۶ فروردین | عارف لرستانی        | ایست قلبی             | ۱۵ بهمن ۱۳۵۱    | بازیگر تلویزیون و سینما                                        | [ ۵ ]                     |
| ۳ اردیبهشت | میهن بهرامی         | سرطان ریه             | ۱۱ تیر ۱۳۲۶     | نویسنده، فیلمنامه‌نویس، فیلمساز، نقد فیلم                       | [ ۵ ]                     |
| ۷ اردیبهشت | نقی سیف‌جمالی        | سکته قلبی             | ۱۵ مهر ۱۳۳۷     | بازیگر سینما، تئاتر و تلویزیون                                 | [ ۵ ]                     |
| ۶ اردیبهشت | منوچهر بهروج        |                       |                 | هنرمند پیشکسوت تئاتر                                           | [ ۵ ] [ ۶ ]               |
| ۵ خرداد    | حمید آخوندی         |                       | ۱۳۴۰            | تهیه‌کننده سینما و تلویزیون                                     | [ ۵ ]                     |
| ۲۵ خرداد   | حمید روزبهانی       |                       |                 | فعال عرصه جلوه‌های میدانی سینمایی                               | [ ۵ ]                     |
| ۲۱ تیر     | سیروس قهرمانی       | ایست قلبی             | ۱۵ شهریور ۱۳۱۷  | بازیگر سینما و تلویزیون                                        | [ ۵ ]                     |
| ۲۴ تیر     | علیرضا آرایش        |                       |                 | طراحان فنی                                                     | [ ۵ ]                     |
| ۲۸ تیر     | حبیب‌الله کاسه‌ساز    | سرطان معده            | ۱۳۴۱            | تهیه‌کننده سینما                                                | [ ۵ ]                     |
| ۲۸ تیر     | فریدون آزما         |                       |                 | مدیر تولید فیلم‌های سینمایی                                     | [ ۵ ]                     |
| ۴ تیر      | سعید صالح           |                       |                 | پیشکسوت سینما                                                  | [ ۵ ]                     |
| ۵ مرداد    | وحید نصیریان        |                       |                 | نویسنده و کارگردان پویانمایی‌های کوتاه و سریال‌های پویانمایی     | [ ۵ ]                     |
| ۲۹ مرداد   | پرویز میرخانی       |                       |                 | مدیر تدارکات                                                   | [ ۵ ]                     |
|            | ناصر خویشتن‌دار،     |                       |                 |                                                                | [ ۵ ]                     |
| ۳۱ شهریور  | علی‌اکبر غفاری       |                       |                 | بازیگر و بدل‌کار                                                | [ ۵ ]                     |
| ۹ آبان     | ناصر اتکالی         |                       |                 | دستیار فیلمبردار                                               | [ ۵ ]                     |
| ۲۵ آبان    | محمد پورستار        |                       | ۴ تیر ۱۳۱۸      | بازیگر                                                         | [ ۵ ]                     |
| ۱ آذر      | مجید واحدی‌زاده      |                       | ۱۳۴۷            | پیشکسوت هنر نمایش                                              | [ ۵ ] [ ۶ ]               |
| ۱۴ دی      | سید داود سیدی گرفمی |                       |                 | تهیه‌کننده مستند                                                | [ ۵ ]                     |
| ۷ دی       | علی رامز            |                       | ۱۳۰۶            | بازیگر                                                         | [ ۵ ]                     |
| ۱۵ دی      | جمشید الوندی        |                       | ۱۵ فروردین ۱۳۲۲ | فیلمبردار                                                      | [ ۵ ]                     |
| ۷ بهمن     | یوسف شاه‌حسینی       |                       |                 | تعزیه‌خوان                                                      | [ ۵ ]                     |
| ۱۹ بهمن    | فریده صابری         | سرطان                 | ۱۸ آبان ۱۳۲۷    | بازیگر                                                         | [ ۵ ]                     |
|            | همایون شهنواز       | حادثه سوختگی ۸۰ درصدی | ۲۶ بهمن ۱۳۱۵    |                                                                | [ ۵ ]                     |
|            | لوون هفتوان         | ایست قلبی             | ۶ فروردین ۱۳۴۵  |                                                                | [ ۵ ]                     |
|            | کاظم فریبرزی        |                       |                 | طراح دکور                                                      | [ ۵ ]                     |
|            | عبدالکریم عنایت     |                       |                 | نویسنده و بازیگر                                               | [ ۵ ]                     |
|            | فرامرز شهنی         | سکته قلبی             | ۱۳۳۰            | بازیگر، مدیر تولید، دستیار کارگردان، مسئول هنروران             | [ ۵ ]                     |
|            | خسرو شجاع‌زاده       | سکته مغزی             | ۱ خرداد ۱۳۲۴    | بازیگر، سینما و تلویزیون                                       | [ ۵ ]                     |
|            | بیتا شباهنگ         |                       |                 | نویسنده، دستیار کارگردان، منشی صحنه، مشاور فیلمنامه            | [ ۵ ] [ ۷ ] [ ۸ ]         |
|            | حسن رشیدقامت        |                       |                 | بازیگر سینما، فیلمساز کوتاه و مستند                            | [ ۵ ] [ ۹ ] [ ۱۰ ]        |
|            | مجید محمدی          |                       |                 | انیماتور                                                       | [ ۵ ] [ ۱۱ ] [ ۱۲ ]       |
|            | خداداد نارویی       |                       |                 | بازیگر سینما و تئاتر، هنرمند اهل سیستان و بلوچستان             | [ ۵ ]                     |
|            | سوزان وزیری         |                       |                 | بازیگر سینما و تئاتر اصفهان                                    | [ ۵ ]                     |
|            | غلام‌عباس رئیسی      |                       |                 | بازیگر تئاتر، هنرمند استان خوزستان                             | [ ۵ ] [ ۶ ]               |
|            | الهه خوشکام         |                       |                 | بازیگر تئاتر                                                   | [ ۵ ] [ ۶ ]               |
|            | مجتبی خادمی         |                       |                 | بازیگر تئاتر، هنرمند استان اصفهان                              | [ ۵ ] [ ۶ ]               |
|            | علی‌اکبر ثابت‌کسایی   |                       |                 | از بنیان‌گذاران تئاتر نوین ایران، بازیگر                        | [ ۵ ] [ ۶ ] [ ۱۳ ]        |
|            | رشید بهنام          |                       |                 | بازیگر و فیلمساز سینمایی                                       | [ ۵ ] [ ۶ ] [ ۱۴ ]        |
|            | پرویز بشردوست       |                       |                 | نمایشنامه نویس، مدرس بازیگری، کارگردان                         | [ ۵ ] [ ۶ ] [ ۱۵ ] [ ۱۶ ] |
|            | موسی آشفته          |                       |                 | بازیگر تئاتر و سینما، گوینده رادیو، هنرمند آیینی استان هرمزگان | [ ۵ ] [ ۶ ] [ ۱۷ ] [ ۱۸ ] |